# Enicostema
Enicostema é um género botânico pertencente à família Gentianaceae.